# Natalia Turine
Natalia Turine, née le 16 février 1964 en Allemagne, est une journaliste, photographe et éditrice russe. Sa principale activité depuis 2003 est la photographie. Souvent liée à la narration, Natalia Turine définit sa démarche en un mot : shortphotography, en référence à la symbolique du court métrage au cinéma. Elle vit et travaille aujourd’hui à Paris.

## Biographie
Fille de diplomate, Natalia Turine vit en France de 1973 à 1980. Elle retourne à l’âge de 16 ans à Moscou, où elle obtient son diplôme de l’Institut de langues étrangères (МГПИИЯ).

## Carrière

### Période russe
Après l’obtention de son diplôme, Natalia Turine intègre en 1987 la première chaîne de télévision russe, Gosteleradio. Elle crée avec Mikael Makarenkov Express Kamera, une émission de société russe.
En 1995, elle devient directrice artistique de la chaîne nationale RTR. Elle est nommée vice-présidente de la Fondation pour la culture russe, présidée par le cinéaste Nikita Mikhalkov, de 1999 à 2001.
En parallèle de ses activités télévisuelles, Natalia Turine se fait connaître comme femme de plume avec ses articles provocateurs et ses nouvelles, notamment avec L'oiseau chanteur dans Citizen K russe. Elle publie régulièrement dans le magazine littéraire russophone Snob et amorce la parution de ses photographies dans ces mêmes magazines,. 
En 2013, elle participe au recueil 12 mois avec onze écrivains renommés parmi lesquels Limonov, Petrouchevskaïa, Tolstaïa, Granine et Prilepine. 

### Période française
En 1990, Natalia Turine est invitée à une carte blanche par France 2 au journal de 20 heures pour une rubrique quotidienne intitulée Regard,,,,,. 
De 1991 à 1994, elle est rubricarde à l’émission Télé Zèbre animée par Thierry Ardisson, puis sur Coucou c’est nous ! En 1991, elle lance avec Patrick Le Lay et la participation de TF1 le projet de création de la première chaîne de télévision privée en ex-URSS. Entre 1992 et 1994, elle présente également l’émission Paristroïka, dont elle est l’auteure, sur MCM. En 1994, elle devient présentatrice de Macadam Music sur FR3.
En 2013, elle est invitée à exposer au salon photographique Photo Off à Paris.
En 2015, elle crée Louison Éditions, spécialisée en littérature russe. En 2016, elle rachète la célèbre Librairie du Globe, lieu historique de la littérature russe à Paris,.